# ۳۴ گاوران
۳۴ گاوران یک ستاره است که در صورت فلکی گاوران قرار دارد.